# قرار مجلس الأمن التابع للأمم المتحدة رقم 1572
قرار مجلس الأمن التابع للأمم المتحدة رقم 1572، المتخذ بالإجماع في 15 تشرين الثاني / نوفمبر 2004، بعد التذكير بالقرار 1528 (2004) بشأن الحالة في كوت ديفوار (ساحل العاج)، فرض المجلس حظرا على توريد الأسلحة إلى البلد في أعقاب أعمال العنف الأخيرة وهدد بمزيد من العقوبات إذا لم تمتثل الأطراف الإيفوارية لالتزاماتها السياسية.

## القرار

### أعمال
وأدان مجلس الأمن الغارات الجوية التي تشنها القوات المسلحة الوطنية لكوت ديفوار ووصفها بأنها انتهاك لوقف إطلاق النار وطالب جميع الأطراف بالامتثال لاتفاق وقف إطلاق النار، وأكد كذلك عدم وجود حل عسكري للصراع. وأكد من جديد دعمه لعملية الأمم المتحدة في كوت ديفوار والقوات الفرنسية. كما طالب بوقف جميع البرامج الإذاعية والتلفزيونية التي تحرض على الكراهية والعنف فورا.
وفرض القرار حظرا على توريد الأسلحة إلى كوت ديفوار لفترة أولية مدتها 13 شهرا، وهو حظر لا ينطبق على استخدامات الأمم المتحدة أو الاستخدامات الإنسانية. بالإضافة إلى ذلك، فُرض حظر سفر لمدة 12 شهرًا وتجميدًا للأصول على أولئك الذين كانوا يحاولون منع عملية السلام أو انتهاك حقوق الإنسان أو التحريض على الكراهية في البلاد. لن يتم تطبيق القيود في حالة الحاجة الإنسانية. وقرر المجلس إعادة النظر في التدابير في غضون 13 شهرا، وأنشئ لجنة لرصد تنفيذ العقوبات.

## روابط خارجية
- نص القرار في undocs.org
- Security Council Committee established pursuant to resolution 1572 (2004) concerning Côte d'Ivoire website على موقع واي باك مشين (نسخة محفوظة July 2, 2015)